# Pyrrhoglossum recedens
Pyrrhoglossum recedens är en svampart som beskrevs av Singer 1973. Pyrrhoglossum recedens ingår i släktet Pyrrhoglossum och familjen spindlingar.   Inga underarter finns listade i Catalogue of Life.